# Laguna Bravo
La laguna Bravo es un lago de los llanos de Bolivia. Es una gran laguna amazónica de agua dulce que se encuentra cerca de grandes lagos como el Rogagua a una altitud de 167 metros sobre el nivel del mar. Administrativamente se encuentra ubicada en el municipio de Santa Rosa de Yacuma de la provincia del General José Ballivián en el oeste del departamento del Beni. A sus orillas se encuentra la población de Santa Rosa de Yacuma.
Esta laguna tiene unas dimensiones de 7,5 kilómetros de largo por 4 kilómetros de ancho tiene una forma alargada en dirección noreste con una superficie de 25,70 kilómetros cuadrados. La laguna Bravo tiene un perímetro costero de 22 kilómetros.